# 새로운 바빌론
새로운 바빌론(러시아어: Новый Вавилон, The New Babylon)은 러시아 연방에서 제작된 그리고리 코진체프, 레오니드 트라우버그 감독의 1929년 드라마 영화이다. 예레나 쿠즈미나 등이 주연으로 출연하였다. 무성 영화이자 시대극 드라마 영화이다.

## 출연

### 주연
- 예레나 쿠즈미나